# Graham Coxon

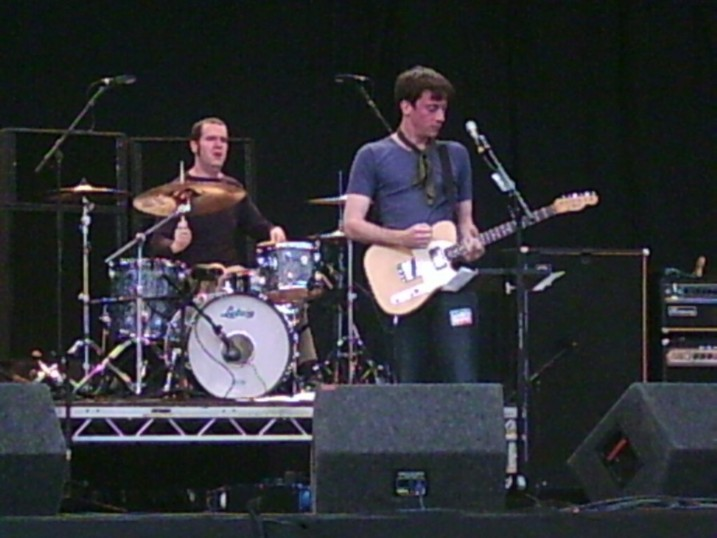
Leeds Festival, Engeland, 2005

Graham Leslie Coxon (Rinteln (Nedersaksen), 12 maart 1969) is de medeoprichter van de britpop-band Blur, maar verliet deze in 2002. In 2007 sloot hij weer bij de band aan.
Hij nam reeds acht soloplaten op, waarvan drie toen hij nog bij Blur speelde:
- "The Sky Is Too High" (1998)
- "The Golden D" (2000)
- "Crow Sit On Blood Tree" (2001)
- "The Kiss Of Morning" (2002)
- "Happiness In Magazines" (2004)
- "Love Travels At Illegal Speeds" (2006)
- "The Spinning Top" (2009)
- "A+E" (2012)

Hij heeft een eigen platenlabel, Transcopic, opgericht in 1998.